# Parc national Wooroonooran
Le parc national Wooroonooran (en anglais : Wooroonooran National Park) est un parc national australien situé au Queensland, à 1 367 km au nord-ouest de Brisbane, entre Innisfail et Cairns. Il est classé au patrimoine mondial comme plusieurs autres parcs de la région qui font partie des tropiques humides du Queensland ; son nom est d'origine aborigène.